# Legge di sangue
Legge di sangue è un film del 1948 diretto da Luigi Capuano, qui al suo esordio come regista.

## Trama
Una ragazza, benché fidanzata, si concede ad un corteggiatore. Quando il futuro sposo viene a saperlo sfida il rivale a duello. Ha la meglio su di lui, ma la fanciulla ama il perdente e lui la lascia.

## Produzione
Il film è ascrivibile al filone dei melodrammi sentimentali, comunemente detto strappalacrime, molto in voga tra il pubblico italiano negli anni del secondo dopoguerra (1945-1955), poi ribattezzato dalla critica con il termine neorealismo d'appendice, filone di cui Capuano diverrà in breve tra i maggiori registi.

## Distribuzione
Il film venne distribuito nel circuito cinematografico italiano il 13 marzo del 1948.
In seguito fu distribuito anche in Francia, il 20 luglio del 1949.